# Livias hus
Livias hus (domus Livia) er en antik bygning på Palatinerhøjen i Rom.
Livias hus, som hørte til kejser Augustus' residens, er en af de bedst bevarede bygninger på Palatinerhøjen. Længst inde i findes en nedsænket gård, og mod den åbner sig tre hvælvede rum, sandsynligvis beregnet til banketter. De har vægmalerier udført i den såkaldte anden pompejanske stil fra cirka 30 f. Kr Hovedrummet i midten er dekoreret med skinarkitektur og indføjede mytologiske scener.
41°53′22″N 12°29′08″Ø / 41.889306°N 12.485628°Ø